# Aiguille de Blaitière
L'Aiguille de Blaitière (3 522 m s.l.m.) è una montagna appartenente alle Aiguilles de Chamonix. Si trova in Alta Savoia.

## Caratteristiche

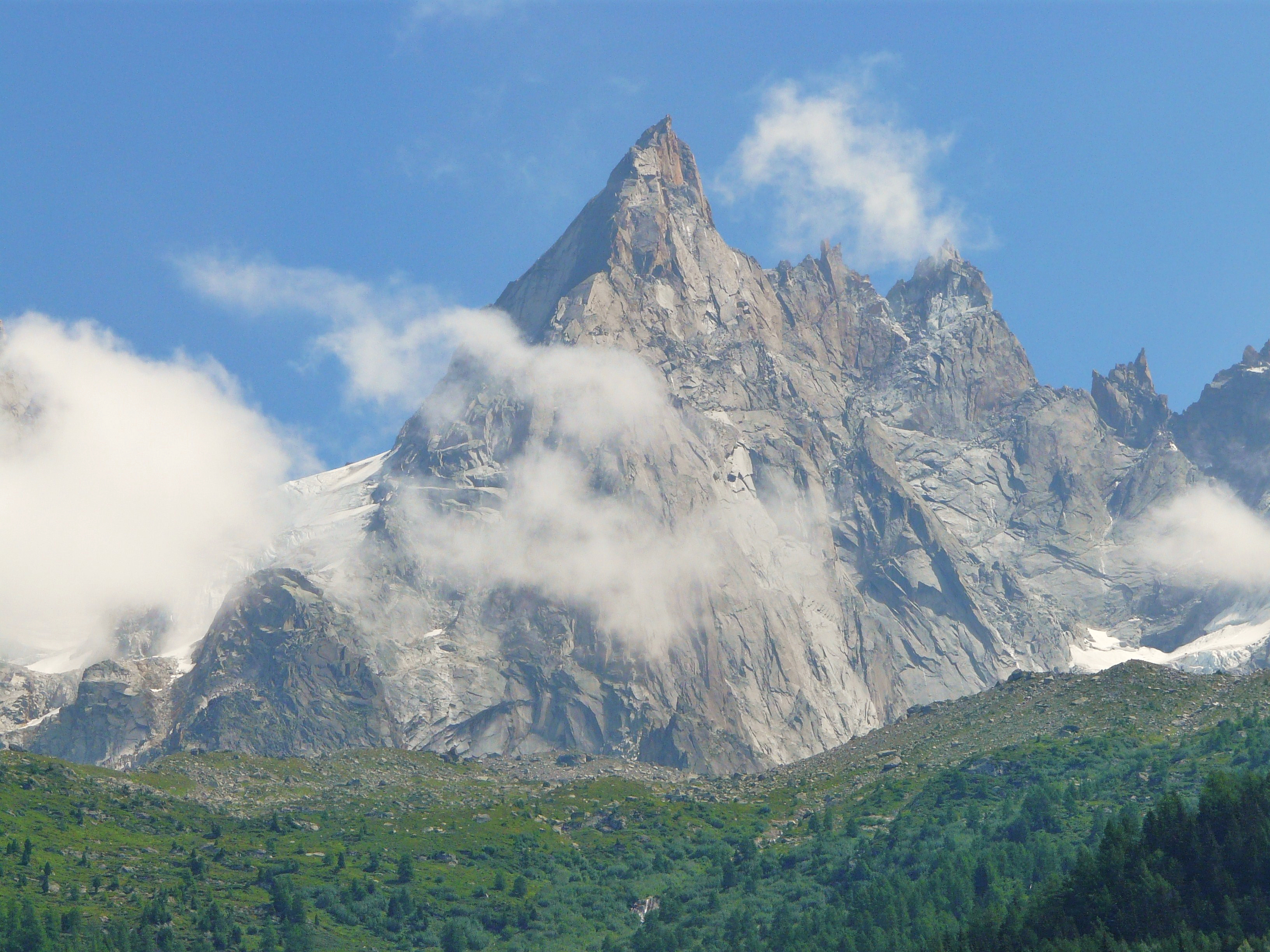
Altra visione della montagna

È composta da tre vette: la Punta Centrale (punto culminante, 3522 m), la Punta Sud (3521 m) molto vicina e la Punta Nord (3507 m) nettamente staccata dalla Brêche de Blaitière (3449 m).

## Prime ascensioni
La prima ascensione della Punta Nord è stata realizzata nel 1873 da T.S. Kennedy e J.A.G. Marshall con le guide Johann Fisher e Ulrich Almer. La prima ascensione della Punta Centrale è stata effettuata il 6 agosto 1874 da E.R. Whitwell con C. e J. Lauener. La via più classica è il couloir Spencer (AD, 200 m a 51°, S. Spencer con le guide Christian Jossi e Ulrich Almer, il 7 agosto 1898).

## Salita alla vetta
La via normale di salita si effettua tramite la cresta nord-est detta arête Bregeault (PD) partendo dal Rifugio Plan de l'Aiguille.